# Karan
Karan (cyr. Каран) – wieś w Serbii, w okręgu zlatiborskim, w mieście Užice. W 2011 roku liczyła 516 mieszkańców.